# Expedició 13
L'Expedició 13 va ser la tretzena estada de llarga durada a l'Estació Espacial Internacional, i va ser enlairar a les 02:30 UTC en el 30 de març de 2006. L'expedició va utilitzar la nau Soiuz TMA-8, que es va mantenir durant l'expedició per a l'evacuació d'emergència.
L'astronauta Marcos Pontes es va enlairar amb l'Expedició 13 en la nau espacial Soiuz TMA-8 i va convertir en el primer brasiler a l'espai. Va tornar amb l'Expedició 12 en el Soiuz TMA-7 després d'una missió de nou dies.
Thomas Reiter, de l'Agència Espacial Europea, va formar part de la tripulació de l'Expedició 13 en el juliol de 2006. Reiter va ser enlairat amb la segona missió del "retorn als vols" del Discovery (STS-121) el 4 de juliol de 2006. Reiter es va convertir en el primer tripulant europeu de llarga duració en l'Estació Espacial Internacional quan oficialment es va unir a la tripulació de l'ISS a les 19:13 UTC en el 6 de juliol de 2006 amb la instal·lació dedicada del seu seient en la nau espacial Soiuz, permetent el reotnra la Terra a bord de la nau Soiuz acoblada.
L'arribada d'en Reiter va recuperar la tripulació de tres membres a l'estació per primer cop des del maig del 2003. El nombre de tripulants de l'estació es va reduir a dos quan els vols del transbordador quan es van suspendre després de l'accident del Transbordador Espacial Columbia l'1 de febrer de 2003.

## Tripulació
| Posició           | Primera Part (Març a juliol de 2006)      | Segona Part (Juliol a setembre de 2006)   |
| ----------------- | ----------------------------------------- | ----------------------------------------- |
| Comandant         | Pàvel Vinogràdov, RSA Segon vol espacial  | Pàvel Vinogràdov, RSA Segon vol espacial  |
| Enginyer de vol 1 | Jeffrey Williams, NASA Segon vol espacial | Jeffrey Williams, NASA Segon vol espacial |
| Enginyer de vol 2 |                                           | Thomas Reiter, ESA Segon vol espacial     |

## Tripulació en reserva
- Michael Fincke: Comandant i Oficial Científic - NASA
- Fiódor Iurtxikhin: Enginyer de vol i Comandant del Soiuz - RSA
- Léopold Eyharts Enginyer de vol - ESA (França)

Emblema original de l'Expedició 13 abans de l'afegiment de Thomas Reiter

## Passeigs espacials

### EVA 1
El primer passeig espacial de l'Expedició 13, va ser realitzada per Pàvel Vinogràdov i Jeffrey Williams, començant l'1 de juny de 2006 i finalitzant l'endemà.
Va ser originalment programat per incloure un tir de golf fora de l'estació espacial però l'esdeveniment es va ajornar per l'Expedició 14, ja que la NASA encara avaluava els riscos.
La caminada espacial va tenir lloc més tard que el planejat, requerint 50 minuts extra que per poder completar la substitució de la càmera. L'EVA va començar l'1 de juny, a les 23:48 UTC i va finalitzar el 2 de juny a les 06:19 UTC, durant 6 hores i 31 minuts. Altres tasques durant l'activitat espacial va incloure la reparació d'un orifici de ventilació per la unitat Elektron de producció d'oxigen de l'estació, i la recuperació de contenidors d'experiments.

### EVA 2
El segon passeig de l'Expedició 13 va tenir lloc el 3 d'agost de 2006. Aquesta operació va ser realitzada per Jeffrey Williams i Thomas Reiter, va començar a les 14:04 UTC i va finalitzar a les 19:58 UTC, amb una duració de 5 hores i 54 minuts.
Durant el passeig espacial els astronautes van instal·lar el Floating Potential Measurement Unit (FPMU), dos contenidors de materials en el Materials International Space Station Experiment (MISSE), un controlador per la cambra rotatoria del radiador tèrmic, es va substituir un ordinador i es va instal·lar un pont d'estribord i un spool positioning device (SPD), es va inspeccionar un mòdul de vàlvules de radiador i se'n va instal·lar un altre, es va instal·lar un pont de connexions i un SPD, es va provar la càmera d'infraroig, es va instal·lar una llum en el carril de carro de mà de l'estructura, es va substituir una antena avariada de GPS, es va instal·lar un sistema de vàlvules de buit, es van traslladar dos restriccions de peus portàtils articulades, es va fotografiar una rascada a l'escotilla de la cambra d'aire, i es va recuperar una pila de bola per a la inspecció des del PMA-1.